# Петър Цветанов
Петър Цветанов е бивш български футболист, защитник, треньор на ФК Петърч (с. Петърч, Обл. София).
Играл е в ДЮШ на ФК Сливнишки герой (Сливница), както и в първите състави на ЦСКА (1992-1994), Хасково (1994-1995) и Славия (1996-1999 г.). Шампион и носител на купата със Славия през 1996 г. Вицешампион с ЦСКА през 1994 и бронзов медалист със Славия през 1997 г. В чужбина е играл за гръцките Акратитос (1999-2003) и Трасивулос (2003-2005 г.). В А РФГ е вкарал 5 гола (4 за Славия и 1 за ЦСКА). Има 4 мача и 1 гол в турнира за купата на УЕФА. За националния отбор е играл в 2 мача. Женен с eдна дъщеря-Мелинда.

## Статистика по сезони
- Хасково - 1994/95 - Б РФГ, 25/3
- Славия - 1995/96 - А РФГ, 24/2
- Славия - 1996/97 - А РФГ, 28/2
- Славия - 1997/98 - А РФГ, 13/1
- Славия - 1998/99 - А РФГ, 17/0
- Акратитос - 1999/00 - C'Етники Категория, 28/1
- Акратитос - 2000/01 - B'Етники Категория, 22/2
- Акратитос - 2001/02 - А'Етники Категория, 22/4
- Акратитос - 2002/03 - А'Етники Категория, 19/1
- Трасивулос - 2003/04 - C'Етники Категория, 21/2
- Трасивулос - 2004/05 - C'Етники Категория, 27/9
- Трасивулос - 2005/06 - B'Етники Категория, 24/3